# Rower gravelowy

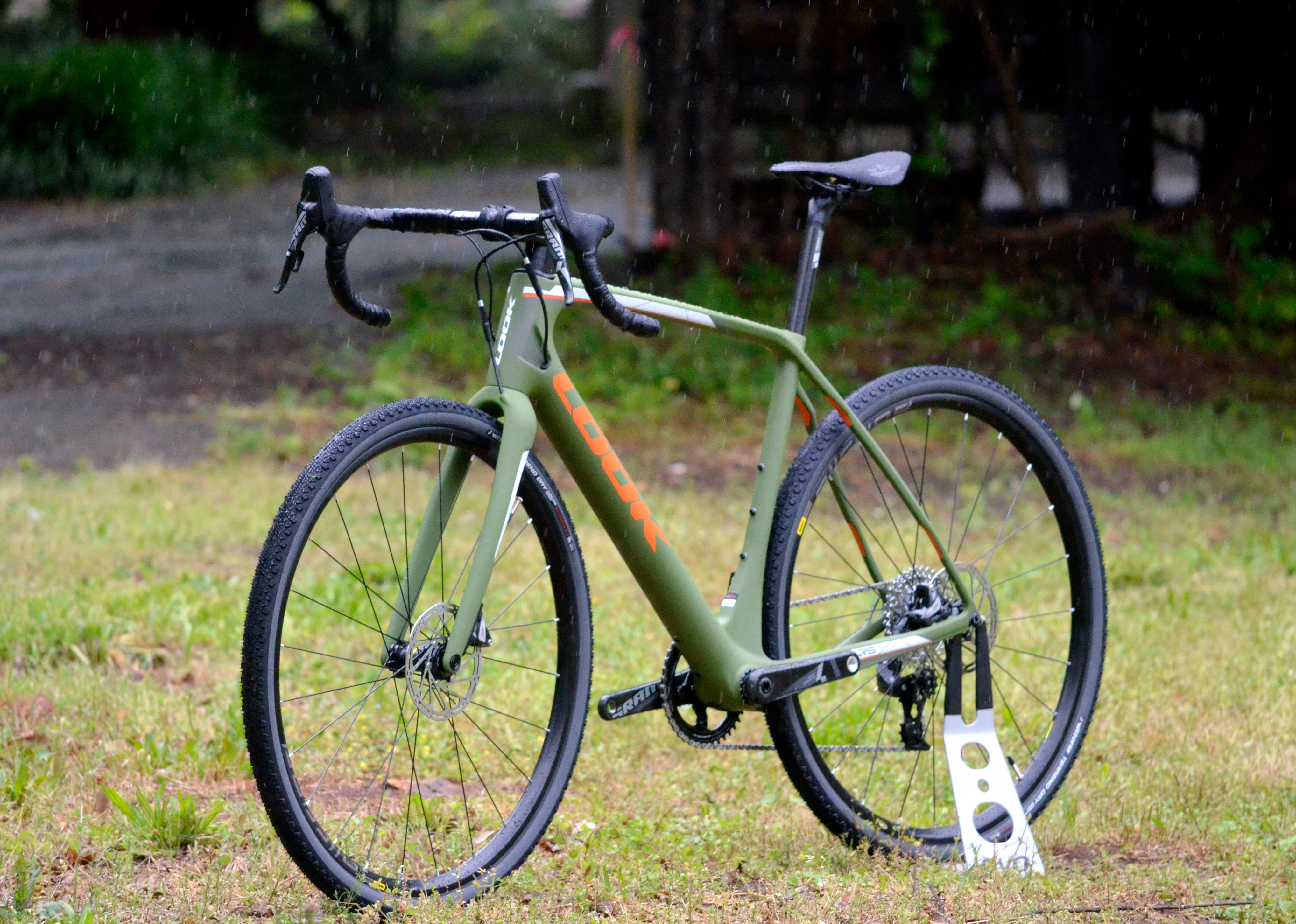
Przykładowy rower gravelowy

Rower gravelowy – uniwersalny, szybki rower, posiadający „baranka” (kierownicę szosową), który umożliwia jazdę po szutrowych, leśnych oraz gruntowych drogach, zachowując na nich dobrą przyczepność. W dużym uproszczeniu rower gravelowy można nazwać rowerem szosowym z szerszymi oponami i tarczowymi hamulcami. Rowery zostały opracowane w USA, ze względu na konieczność poruszania się pomiędzy oddalonymi od siebie o spore odległości miejscowościami, które nie zawsze mają dobrej jakości drogi asfaltowe.

## Budowa
Budowa roweru gravelowego przypomina tę, która występuje w sprzęcie szosowym. Gravel posiada wydłużony tylny trójkąt z uwagi na zastosowanie szerszych i wyższych opon. Materiał, z którego wykonane są ramy, nie różni się od tego, który stosuje się w szosach. Dlatego dostępne są ramy aluminiowe, karbonowe, stalowe i tytanowe.
Układ napędowy przeważnie składa się z zespołu zębatek przednich, które napędzane są bezpośrednio za pomocą korby i pedałów. Zębatki przednie połączone są z tylnymi za pomocą łańcucha, który pozwala wprawić je w ruch poprzez przeniesienie siły napędowej na tylne koło. Najczęściej stosuje się konfigurację 1–2 zębatek w przednim napędzie oraz 8–11 na tylnym, co pozwala uzyskać konfigurację od 8 do 22 przełożeń.
Największą różnicę w budowie dostrzec można w szerokości felg, opon oraz zastosowaniu hamulców tarczowych. W rowerach gravelowych stosuje się szersze felgi i opony niż w kolarstwie szosowym, z uwagi na to, iż rowery te muszą znosić dużo cięższe warunki panujące w terenie. Hamulce tarczowe mają zapewnić odpowiednią moc hamowania, a dodatkowo są mniej podatne na mocne zabrudzenia występujące w terenie, takie jak błoto.